# احمد بلوکیان
احمد بلوکیان (زادهٔ ۱۳۳۶ در بجستان) نمایندهٔ حوزه انتخابیه کاشمر، بردسکن، خلیل‌آباد در دورهٔ سوم و دورهٔ هفتم مجلس شورای اسلامی بوده است.